# Реден (Дипхольц)
Реден (нем. Rehden) — община в Германии, в земле Нижняя Саксония.
Входит в состав района Дипхольц. Подчиняется управлению Реден. Население составляет 1766 человек (на 31 декабря 2010 года). Занимает площадь 33,38 км².
Коммуна подразделяется на 3 сельских округа.
| Год  | Население |
| ---- | --------- |
| 1990 | 1533      |
| 1995 | 1553      |
| 2000 | 1714      |
| 2005 | 1804      |
| 2010 | 1755      |